# Södra Kroksjön, Västergötland
Södra Kroksjön är en sjö i Habo kommun i Västergötland och ingår i Motala ströms huvudavrinningsområde. Södra Kroksjön ligger i Habomossen Natura 2000-område. Sjön är 6,3 meter djup, har en yta på 0,042 kvadratkilometer och befinner sig 234 meter över havet.